# Tabaré Leyton
Tabaré Leyton (n. Montevideo, Uruguay, 27 de noviembre de 1976) es un cantante de tango, compositor y murguista uruguayo; perteneciente al neotango.

## Biografía
Tabaré Leyton nace en Montevideo.
Se interesa por el tango al escuchar la canción Vieja Recoba interpretada por Carlos Gardel en la radio en su cuarto.
Realiza presentaciones en el circuito montevideano de tango en Fun-fun, Tangobus, Uruguay a Toda Costa, Escenario del Día del Centro, Programa Esquinas de la I.M.M. junto a Eduardo Martínez en guitarra y Alberto Magnone.
En 2007 incursiona el circuito tanguero y se presenta en Buenos Aires, compartiendo escenario con artistas y grupos tales como Tanghetto, Luis di Matteo, Rodrigo de la Serna y Andrea Bonelli.
En abril de 2008 se presenta en la Sala Zitarrosa, como parte de los festejos de los “90+1 de La Cumparsita”.
Participó del Festival TANGOvivo 2008 con actuaciones en el Subte de Montevideo, en callejuela del Teatro 25 de Mayo en Rocha y en el Tasso de Buenos Aires.
En 2011, con producción artística de Max Masri de Tanghetto, lanza su álbum debut "La Factoría del Tango" en el cual se combinan el tradicional tango de guitarras con otras vertientes rioplatenses (electrotango, candombe, milonga, tango canción) con obras del repertorio clásico junto a composiciones contemporáneas, varias de ellas propias.
El 2013, el espectáculo musical "Vereda de dos orillas", fue encabezado por el cantante Tabaré Leyton en el Undermovie en Montevideo.
A mediados de 2014 lanza su segundo álbum en solitario, "Charrúa", nuevamente con producción artística de Max Masri, contando con invitados tales como Emiliano Brancciari de No Te Va Gustar, Rubén Rada, Alberto Magnone, Tanghetto, Tangocrisis y otros músicos de ambas orillas del Río de la Plata.

## Discografía
Como solista
- "La Factoría del Tango" (2011) Constitution Music / Bizarro Records
- "Charrúa" (2014) Constitution Music / Bizarro Records

Participaciones
- Compilado "TANGOvivo" (2009) MMG
- "VIVO" (álbum de Tanghetto) (2010) Constitution Music
- "VIVO Milonguero" (álbum de Tanghetto) (2011) Constitution Music
- "Vereda de dos orillas" (varios artistas) (2012)
- "Hybrid Tango II" (álbum de Tanghetto) (2014) Constitution Music

## Premios
- Ganador del Concurso de la Embajada de España 2010 para representar a Uruguay en el Festival de Granada.[5]
- Ganador del Premio Morosoli de Bronce 2011 a las Artes y Ciencias (Uruguay)
- Ganador del Premio Iris Revelación en música 2012 (Uruguay)
- Ganador del Premio Graffiti mejor artista de Tango 2012 (Uruguay)
- Nominado al Premio Graffiti mejor artista de Tango 2015 (Uruguay)

## Crítica
Tabaré Leyton ha recibido algunos comentarios en distintos medios de prensa en Uruguay y en Argentina:
- Tabaré impresiona por su timbre de voz y su caudal escénico Clarín (Buenos Aires)
- Gran debut para un músico de buen presente y mejor futuro. El País (Montevideo)
- Leyton parece haberse aprendido todos los trucos del mago Gardel, pero hace su propio periplo La Diaria (Montevideo)[6]